# Млиновище-1
Млиновище-1 або Виробничий центр — комплекс археологічних пам'яток у місті Чернігові. Комплекс складається із 3 пам'яток місцевого значення.
Окрім комплексу пам'яток «Млиновище-1», Виробничий центр Чернігова включає ще один комплекс об'єктів археологічної спадщини «Млиновище-2» (три об'єкти) — на північ від озера Млиновище, в районі Успенської та Лісковицької вулиць — та пам'ятник археології місцевого значення "Виробничий плінфовипалювальний комплекс «Болдини Гори» — на садибі будинку № 23 Іллінської вулиці.

## Історія
Рішенням виконавчого комітету Чернігівської обласної ради народних депутатів від 19.02.1985 № 75 надано статус пам'ятника археології місцевого значення під назвою «Виробничий центр» з охоронним № 2900-Чр, який включає три об'єкти: виробничий плінфовипалювальний комплекс «Млиновище» з охоронним № 2, поселення «Пролетарський Гай-1» з охоронним № 2900/2-Чр, ґрунтовий могильник з охоронним № 2900/3-Чр.
Наказом Департаменту культури і туризму, національностей та релігій Чернігівської обласної державної адміністрації від 07.06.2019 № 223 для пам'ятника використовується назва Комплекс археологічних пам'яток «Млиновище-1» з охоронним № 2900-Чр, який включає три об'єкти: виробничий плінфовипалювальний комплекс охоронним № 2900/1-Чр, поселення «Пролетарський Гай-1» з охоронним № 2900/2-Чр, ґрунтовий могильник з охоронним № 2900/3-Чр.

## Опис
«Комплекс археологічних пам'яток Млиновище-1» розташований на краю великого дюнного піднесення на правобережній заплаві річки Десна на південно-східному березі озера Млиновище на території садово-дачних ділянок (садове товариство Зірка) в урочищі Святе. За даними Філарета (Гумілевського), найвища частина урочища, де були зведені печі, називалася Церква і тут були споруджені печі.
Включає 3 об'єкти археологічної спадщини: виробничий плінфовипалювальний комплекс «Млиновище», поселення «Пролетарський Гай-1», ґрунтовий могильник.

### Виробничий плінфовипалювальний комплекс «Млиновище»
Комплекс, датований кінцем ХІІ століття, було відкрито 1984 року Р. О. Кузнєцовим. Досліджувався 1984 року Олександром Шекуном. Зафіксовано у межах дачної садиби на пагорбі висотою до 5 м над рівнем води озера, розмірами 17×23 м досліджено залишки 5 плінфовипалювальних печей, складених із плінфи на глиняному розчині. За формою та розмірами вони близькі до печей, відкритих у Києві та Суздалі. Дві печі прямокутні в плані (1,3-4,6 х 4,6-4,8 м; 3,6 х 4,1 м), двоярусні, розташовані на відстані 2 м одна від одної. Вони збереглися висотою 1-1,2 м-коду, заглиблені в материк на 0,7 м-коду; хайло (топкове гирло) виходило на північний схід; нижній ярус складався із двох опалювальних камер, верхній не зберігся; горизонтальні перекриття між ярусами зафіксовано у розвалі. Три інші печі майже повністю зруйновані у процесі експлуатації. У заповненні печей та навколо них виявлено ошлаковану плінфу, окремі блоки плінфи, що злиплися від високої температури, а також ранньослов'янську ліпну (1 тис.) та давньоруську гончарну (ХІ-ХІІ століття) кераміку.

### Поселення «Пролетарський Гай-1»
Поселення розташоване на південному березі озера Млиновище на території садово-дачних ділянок (садове товариство Зірка), де східна частина поселення розташована в урочищі Церкви. На його території розташований ґрунтовий могильник (див. нижче). Висота над рівнем води озера до 5 м. Визначення меж території пам'ятника неможливе через щільну дачну забудову. Простежено на площі близько 12,5 га за топографічними ознаками та поширенням кераміки. За матеріалами (фрагменти ліпної та гончарної кераміки, керамічний світильник, шиферне пряслице) поселення датується ранньослов'янським періодом (1 тис.) та періодом Київської Русі (ХІ-ХІІ століття). Нині зайнято садово-дачною забудовою.

### Ґрунтовий могильник
Ґрунтовий могильник, датований ХІІІ століттям, розташований на верхівці штучного пагорба, утвореного залишками плінфовипалювальних печей, на території поселення «Пролетарський Гай-1» (див. вище) — на південному березі озера Млиновище на території садово-дачних ділянок (садове товариство Зірка). Виявлено та досліджено 1984 року Олександром Шекуном під час розкопок плінфовипалювальних печей. Було відкрито 5 безінвентарних поховань, здійснених за християнським звичаєм (тіло покладено на спині, у витягнутому положенні, головою на південний захід), які розташовані в один ряд. Деякі з них прорізали заповнення зруйнованих плінфовипалювальних печей. Можливо, є сімейним цвинтарем.